# 津川哲雄
津川 哲雄（つがわ てつお、1937年12月5日 - ）は、日本の電子工学者。大阪工業大学工学部電子工学科教授、電子クラブ初代会長。
専門は、電波工学（特に誘電体アンテナ）・電磁波工学。

## 経歴
1963年大阪工業大学工学部電子工学科卒業（電子工学科1期生）。1970年同大学大学院工学研究科博士課程修了。同年、大阪工業大学工学部電子工学科助手。1973年同学科講師を経て、のちに教授。大阪工業大学工学部にて30年以上の長きにわたり教鞭を執り、大阪工業大学電子クラブ初代会長も務めた。特にアンテナ工学分野において、数々の特許技術を研究開発・発明した。
主な所属学会は、電子情報通信学会、IEEEなど。主な著書は「光・電磁波工学」（共著、オーム社2000、学術書）。

## 主な研究
- 誘電体装荷アンテナおよびそれを用いた無線装置開発 - 松下電器産業（現在のパナソニック）との特許[4]
- 2周波共用フィードとそれを用いたコンバータおよびアンテナ装置 - シャープとの特許[5]
- 平面アンテナの開発 - DXアンテナとの特許[6]
- 誘電体装荷アレイアンテナの開発 - 関西電子工業振興センターとの特許 [7]
- 円偏波導波管アンテナ - 関西電子工業振興センターとの特許[8]
- 受光素子とレンズの開発 - アーベル・システムズとの特許[9]
- 導波管給電方式偏波共用正方形開口アンテナの研究[10]